# Tony Awards 1954
Die Verleihung der 8. Tony Awards 1954 (8th Annual Tony Awards) fand am 28. März 1954 im Grand Ballroom des Plaza Hotel in New York City statt und wurde live im Radio von NBC Red übertragen. Moderator der Veranstaltung war James Sauter. Ausgezeichnet wurden Theaterstücke und Musicals der Saison 1953/54, die am Broadway ihre Erstaufführung hatten.

## Hintergrund
Die Antoinette Perry Awards for Excellence in Theatre, oder besser bekannt als Tony Awards, werden seit 1947 jährlich in zahlreichen Kategorien für herausragende Leistungen bei Broadway-Produktionen und -Aufführungen der letzten Theatersaison vergeben. Zusätzlich werden verschiedene Sonderpreise, z. B. der Regional Theatre Tony Award, verliehen. Benannt ist die Auszeichnung nach Antoinette Perry. Sie war 1940 Mitbegründerin des wiederbelebten und überarbeiteten American Theatre Wing (ATW). Die Preise wurden nach ihrem Tod im Jahr 1946 vom ATW zu ihrem Gedenken gestiftet und werden bei einer jährlichen Zeremonie in New York City überreicht.

## Gewinner

### Künstlerische Produktion
| Kategorie                       | Preisträger | Theaterstück bzw. Musical       | Nominierungen |
| Bestes Theaterstück             | John Patrick | The Teahouse of the August Moon |               |
| Bestes Musical                  | Charles Lederer und Luther Davis (Buch), Alexander Borodin (Musik), Robert Wright und George Forrest (Musik und Liedtexte) | Kismet                          |               |
| Bester Produzent (Theaterstück) | Maurice Evans und George Schaefer                                                                                          | The Teahouse of the August Moon |               |
| Bester Produzent (Musical)      | Charles Lederer | Kismet                          |               |

### Künstlerische Leistung
| Kategorie                            | Preisträger     | Theaterstück bzw. Musical       | Nominierungen |
| Bester Hauptdarsteller Theaterstück  | David Wayne     | The Teahouse of the August Moon |               |
| Beste Hauptdarstellerin Theaterstück | Audrey Hepburn  | Ondine                          |               |
| Bester Hauptdarsteller Musical       | Alfred Drake    | Kismet                          |               |
| Beste Hauptdarstellerin Musical      | Dolores Gray    | Carnival in Flanders            |               |
| Bester Nebendarsteller Theaterstück  | John Kerr       | Tea and Sympathy                |               |
| Beste Nebendarstellerin Theaterstück | Jo Van Fleet    | The Trip to Bountiful           |               |
| Bester Nebendarsteller Musical       | Harry Belafonte | John Murray Anderson’s Almanac  |               |
| Beste Nebendarstellerin Musical      | Gwen Verdon     | Can-Can                         |               |

### Künstlerische Gestaltung
| Kategorie                         | Preisträger   | Theaterstück bzw. Musical                  | Nominierungen |
| Bestes Bühnenbild                 | Peter Larkin  | Ondine und The Teahouse of the August Moon |               |
| Beste Bühnentechnik               | John Davis    | Picnic                                     |               |
| Beste Choreographie               | Michael Kidd  | Can-Can                                    |               |
| Bester Dirigent und Musikdirektor | Louis Adrian  | Kismet                                     |               |
| Beste Kostüme                     | Richard Whorf | Ondine                                     |               |
| Beste Regie                       | Alfred Lunt   | Ondine                                     |               |

### Sonderpreise
1954 wurden keine Sonderpreise vergeben.

## Statistik

### Mehrfache Auszeichnungen
- 4 Gewinne: Ondine
- 3 Gewinne: Kismet und The Teahouse of the August Moon
- 2 Gewinne: Can-Can